# Australoheros
Australoheros è un genere di pesci ossei d'acqua dolce appartenenti alla famiglia Cichlidae.

## Distribuzione e habitat
Il genere è endemico delle regioni tropicali e subtropicali dell'America Meridionale; è comune soprattutto in Brasile e Argentina. La specie Australoheros facetus è stata introdotta in Spagna dove si è perfettamente acclimatata e vive allo stato selvatico. Si tratta dell'unico ciclide presente nella fauna europea.

## Specie
- Australoheros acaroides
- Australoheros angiru
- Australoheros autrani
- Australoheros barbosae
- Australoheros capixaba
- Australoheros charrua
- Australoheros facetus
- Australoheros forquilha
- Australoheros guarani
- Australoheros ipatinguensis
- Australoheros kaaygua
- Australoheros macacuensis
- Australoheros macaensis
- Australoheros mattosi
- Australoheros minuano
- Australoheros montanus
- Australoheros muriae
- Australoheros paraibae
- Australoheros perdi
- Australoheros ribeirae
- Australoheros robustus
- Australoheros saquarema
- Australoheros scitulus
- Australoheros taura
- Australoheros tavaresi
- Australoheros tembe
- Australoheros ykeregua